# Turn of the Screw (album)
Turn of the Screw è il secondo album in studio del gruppo musicale statunitense 1208, pubblicato nel 2004.

## Tracce
1. My Loss – 3:30
2. Fall Apart – 3:08
3. Tell Me Again – 2:52
4. Next Big Thing – 3:04
5. Time to Remember – 2:33
6. Smash the Badge – 2:22
7. Lost and Found – 3:05
8. Everyday – 2:51
9. From Below – 2:36
10. Hurts to Know – 2:44
11. All I Can Do – 2:12
12. Not You – 3:14
13. The Saint – 3:12
14. Turn of the Screw – 1:56